# Acqua minerale

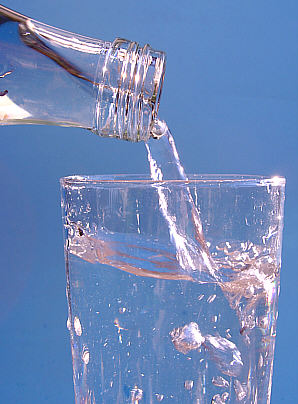
Acqua minerale

L'acqua minerale è un tipo di acqua sorgiva, commercializzata in bottiglia.

## Descrizione
In Italia può essere venduta con la dicitura acqua minerale solo l'acqua che risponde ai criteri di legge stabiliti dal D.Lgs. nº 176 dell'8 ottobre 2011 (attuazione della direttiva 2009/54/CE), il quale recita: «Sono considerate acque minerali naturali le acque che, avendo origine da una falda o giacimento sotterraneo, provengono da una o più sorgenti naturali o perforate e che hanno caratteristiche igieniche particolari e, eventualmente, proprietà favorevoli alla salute». Per le acque potabili, le ultime due specificazioni (caratteristiche igieniche e proprietà salutari) non sono invece richieste.
Il mercato delle acque minerali in bottiglia ha un'importanza particolare in Italia, che guida nettamente la classifica del consumo mondiale pro capite, con volumi che si sono triplicati dal 1985 (65 litri annui pro capite) al 2006 (194 litri annui) (grossomodo lo stesso dato si registra nel 2012, con 192 litri di consumo pro capite, e un volume totale di 12,4 miliardi di litri). Secondo dati disponibili al 2014, il volume d'affari in Italia è valutato in circa 2,3 miliardi di euro, per un settore produttivo che vede all'opera 156 società. I profitti del settore, in Italia, sono giudicati "elevatissimi", anche in virtù dei canoni di sfruttamento, d'importi variabili da zona a zona, ma considerati, in generale, molto vantaggiosi.
Significativo è anche l'impatto ambientale, legato al trasporto di circa 6 miliardi di bottiglie e al loro successivo smaltimento: nella sola Italia, una stima di Legambiente e Altreconomia fornisce un dato di oltre 6 miliardi di bottiglie in plastica da 1,5 litri, con impiego di "450 mila tonnellate di petrolio e l'emissione di oltre 1,2 milioni di tonnellate di CO2".
Secondo la Fondazione AMGA, in Italia esisterebbero 514 etichette diverse, mentre secondo altre fonti addirittura 608 (un rapporto Legambiente del 2014 stima l'esistenza di 296 marchi).

### Classificazione

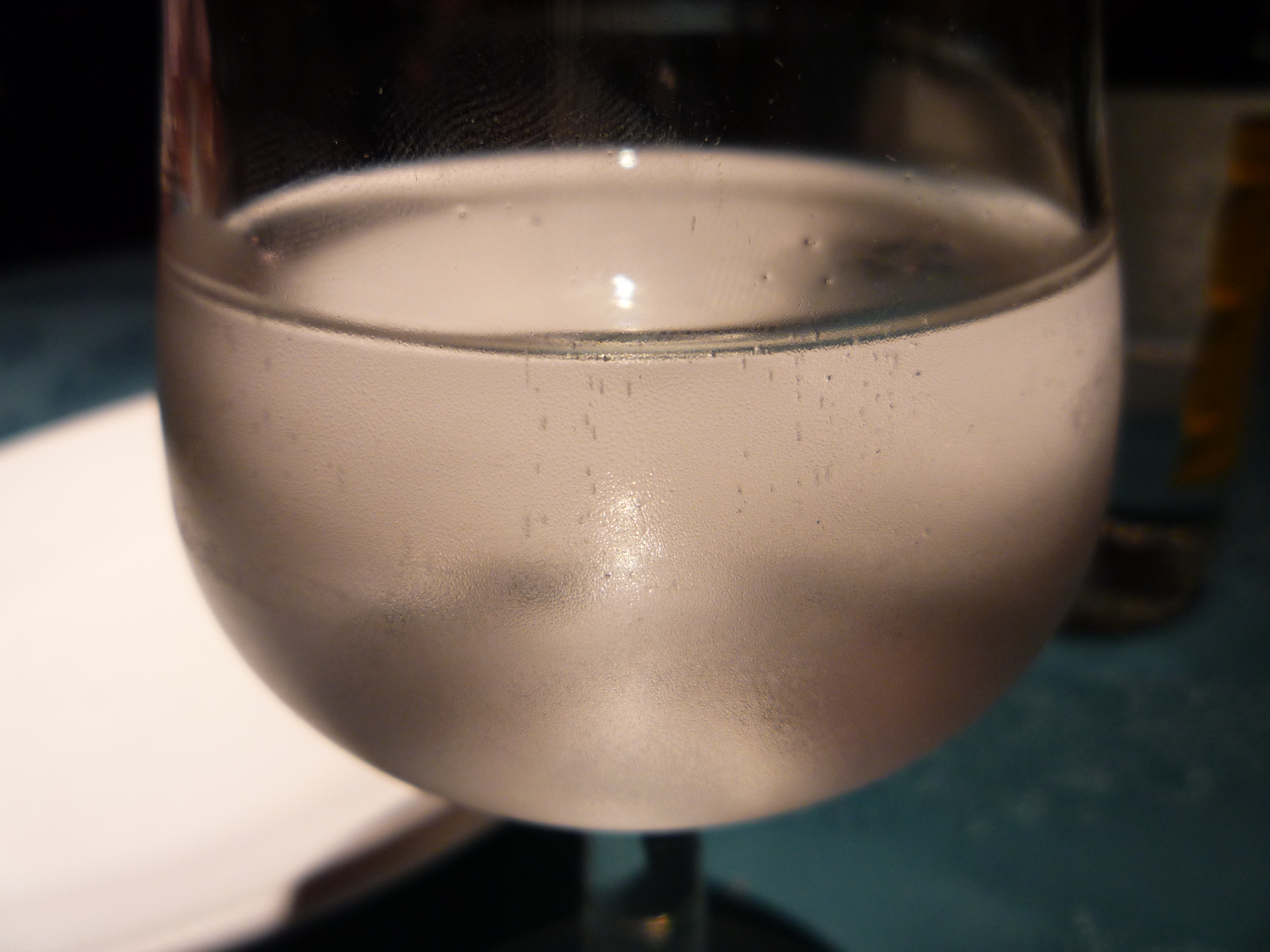
Un bicchiere di acqua minerale

Per la legge italiana le acque minerali commerciabili possono essere divise in varie categorie secondo quanto indicato da un decreto legislativo del 1992:
- acque minimamente mineralizzate: il residuo fisso a 180 °C è inferiore a 50 mg/l.
- acque oligominerali (o leggermente mineralizzate): il residuo fisso è compreso tra 50 e 500 mg/l.
- acque minerali: il residuo fisso è compreso tra 500 e 1500 mg/l[7].
- acque ricche di sali minerali: il residuo fisso è superiore a 1500 mg/l[7].

Esistono poi altre categorie, sempre previste dal decreto, legate alla concentrazione di specifici sali minerali:
- contenente bicarbonato, se il bicarbonato è superiore a 600 mg/l;
- solfata, se i solfati sono superiori a 200 mg/l;
- clorurata, se il cloruro è superiore a 200 mg/l;
- calcica, se il calcio è superiore a 150 mg/l;
- magnesiaca, se il magnesio è superiore a 50 mg/l;
- fluorata, se il fluoro è superiore a 1 mg/l;
- ferruginosa, se il ferro bivalente è superiore a 1 mg/l;
- acidula, se l'anidride carbonica libera è superiore a 250 mg/l;
- sodica, se il sodio è superiore a 200 mg/l;
- indicata per le diete povere di sodio, se il sodio è inferiore a 20 mg/l;

### Etichetta

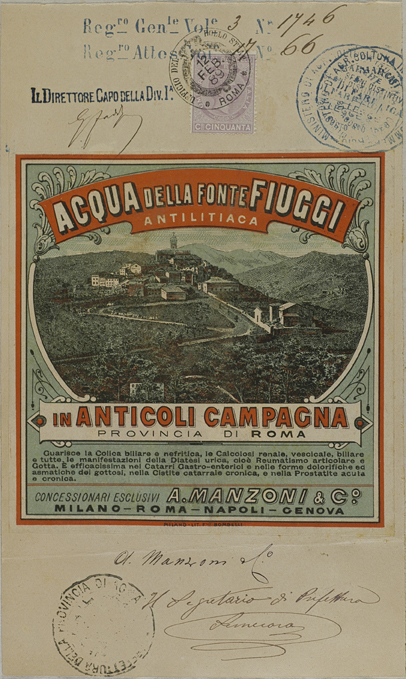
Registrazione dell'etichetta dell'acqua della fonte Fiuggi, 12 febbraio 1889

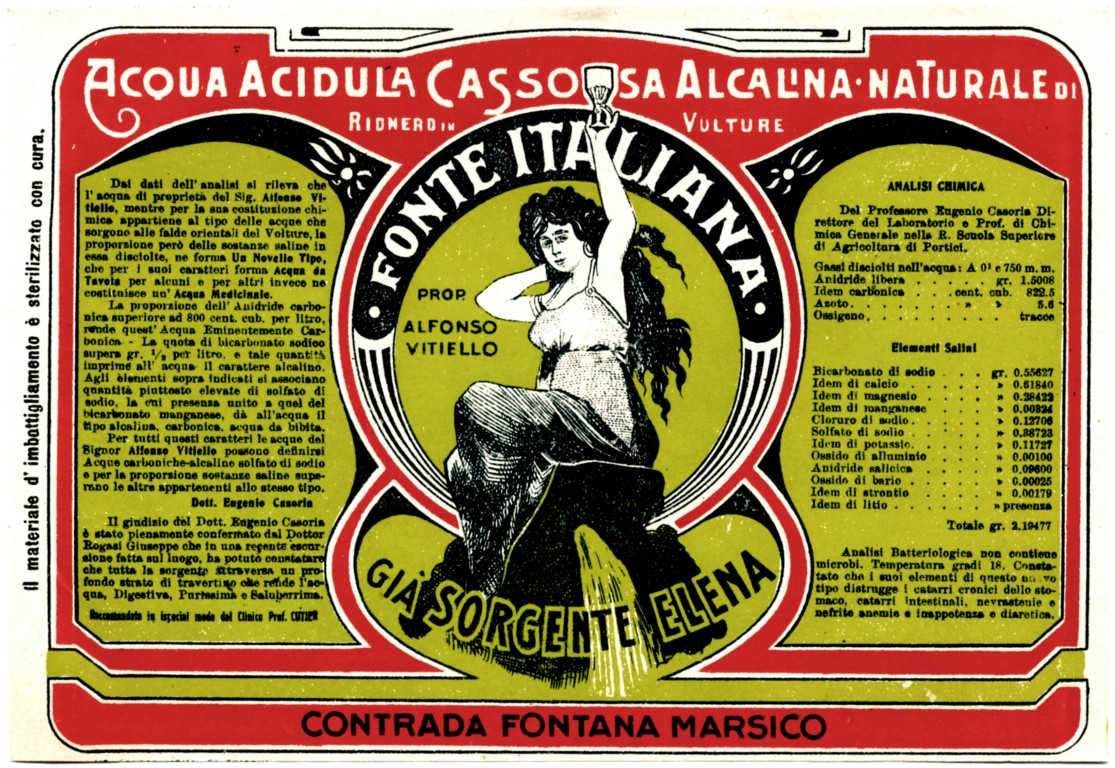
Etichetta dell'acqua da tavola Fonte italiana imbottigliata alla fonte di Rionero in Vulture (PZ), inizi del XX secolo.

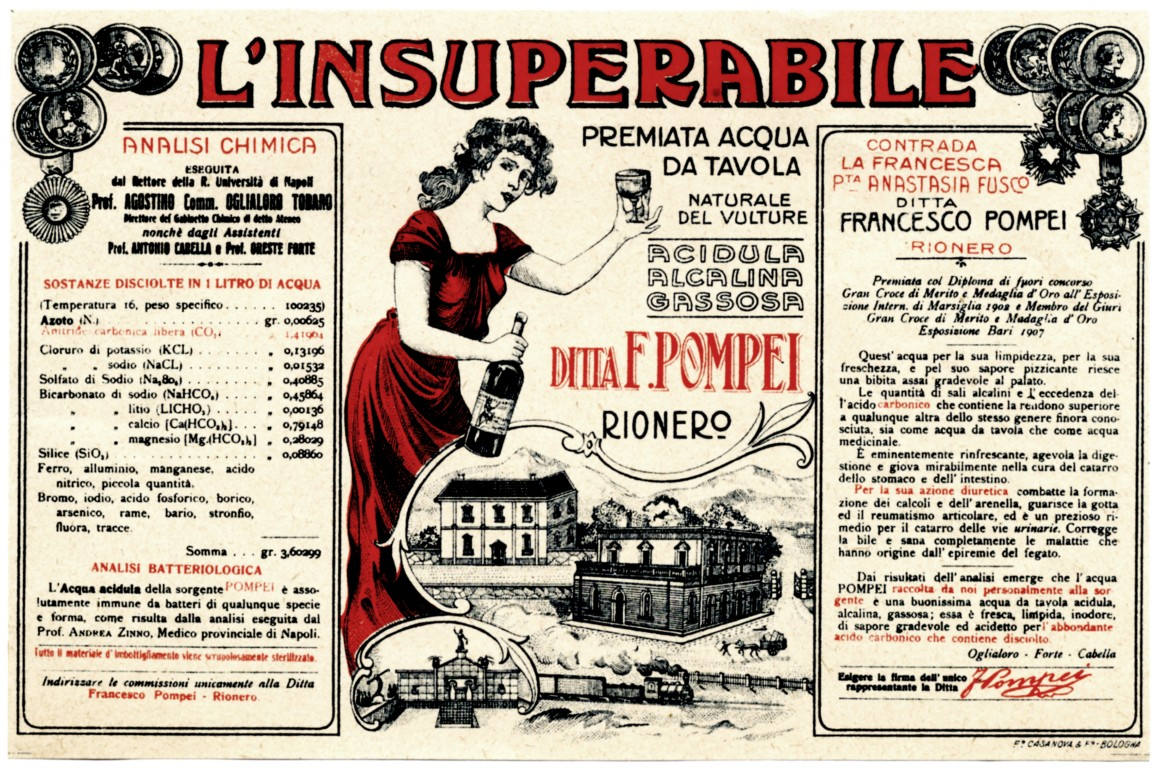
L'insuperabile, etichetta dell'acqua da tavola imbottigliata alla fonte del Rionero in Vulture (PZ), inizi del XX secolo.

In Italia i contenitori delle acque minerali devono riportare l'indicazione di
- acqua minerale naturale, eventualmente integrata con una classificazione basata sul contenuto di anidride carbonica.
  - totalmente degassata se l'anidride carbonica libera presente alla sorgente è stata totalmente eliminata;
  - parzialmente degassata, se l'anidride carbonica libera presente alla sorgente è stata parzialmente eliminata;
  - rinforzata col gas della sorgente, se il tenore di anidride carbonica libera, proveniente dalla stessa falda o giacimento, è superiore a quello della sorgente;
  - aggiunta di anidride carbonica, se all'acqua minerale naturale è stata aggiunta anidride carbonica non prelevata dalla stessa falda o giacimento;
  - naturalmente gassata o effervescente naturale, se il tenore di anidride carbonica libera, superiore a 250 mg/l, è uguale a quello della sorgente
- la denominazione dell'acqua minerale naturale ed il nome della sorgente ed il luogo di utilizzazione della stessa;
- l'indicazione della composizione analitica, risultante dalle analisi effettuate, con i componenti caratteristici;
- la data in cui sono state eseguite le analisi e il laboratorio presso il quale dette analisi sono state effettuate;
- il contenuto nominale;
- il titolare dell'autorizzazione regionale all'utilizzo dell'acqua;
- il termine minimo di conservazione;
- la dicitura di identificazione del lotto;
- informazioni circa alcuni eventuali trattamenti di separazione di elementi chimici.

Altre indicazioni, eventualmente contenute sulle etichette sono permesse, ma non richieste dalla legge.

### Parametri analitici e legislazione
Nella tabella sottostante sono riportati i valori limite previsti per le acque minerali dal Decreto 542/92. Questi valori sono generalmente più alti di quelli consentiti per l'acqua potabile.
| Parametro            | Valore | Unità di misura |
| -------------------- | ------ | --------------- |
| Alluminio            | —      | μg/l            |
| Ammonio (come NH4)   | —      | μg/l            |
| Antimonio            | —      | μg/l            |
| Arsenico (As totale) | 10     | μg/l            |
| Bario                | 1      | μg/l            |
| Benzene              | —      | μg/l            |
| Benzo(a) pirene      | —      | μg/l            |
| Boro                 | 5,0    | mg/l            |
| Cianuro              | 10     | μg/l            |
| Cadmio               | 3      | μg/l            |
| Cromo                | 50     | μg/l            |
| Fenoli               | 0,5    | μg/l            |
| Ferro                | —      | mg/l            |
| Fluoruro             | —      | mg/l            |
| Piombo               | 10     | μg/l            |
| Mercurio             | 1      | μg/l            |
| Manganese            | —      | μg/l            |
| Nichel               | —      | μg/l            |
| Nitrato (NO−3)       | 45     | mg/l            |
| Nitrito (NO−2)       | 0,02   | mg/l            |
| Rame                 | 1      | mg/l            |
| Selenio              | 10     | μg/l            |
| Clorito              | 200    | μg/l            |
| Vanadio              | —      | μg/l            |
| Zinco                | —      | μg/l            |
| Stronzio             | —      | μg/l            |

dove non indicato il valore la legge non prevede nessun limite specifico a condizione che il residuo fisso sia inferiore a 1500 mg/l.

### Imbottigliamento
Gli stabilimenti per l'imbottigliamento sfruttano l'acqua di una sorgente. La tecnica è semplice e interamente automatizzata: le bottiglie, accuratamente lavate e sterilizzate, passano su un nastro trasportatore fino alle macchine riempitrici, alimentate con l'acqua della sorgente (questa viene addizionata con anidride carbonica per il tipo "gassato"), poi passano alle macchine tappatrici ed etichettatrici.
Occorre tenere presente che non sono permesse molte operazioni sulle acque minerali: ad esempio si possono far decantare per eliminare alcuni composti come ferro e zolfo e naturalmente aggiungere anidride carbonica, ma non è affatto lecito fare trattamenti di potabilizzazione o battericidi.

## Acqua minerale e salute

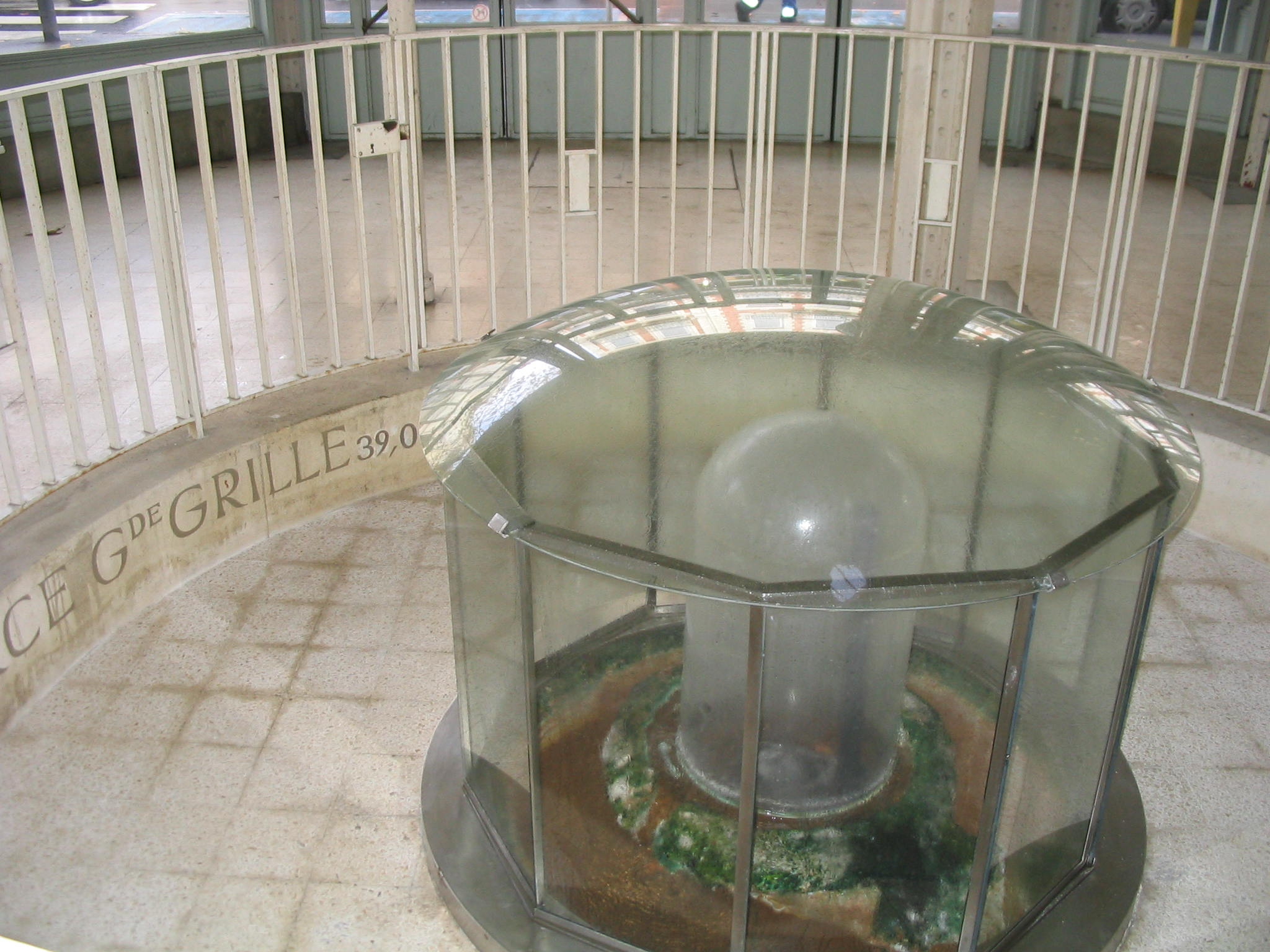
La sorgente Grande Grille, al Palazzo delle Sorgenti di Vichy

L'acqua minerale non possiede di sua natura proprietà terapeutiche, è tuttavia indispensabile assumerne per soddisfare il fabbisogno giornaliero di sali minerali e per mantenere attivi il metabolismo ed il funzionamento di tutti quei processi fisiologici che prevedono l'utilizzo di acqua da parte dell'organismo, come ad esempio la diuresi (processo di formazione delle urine nei reni).

### Effetto diuretico
È evidente che bevendo diversi litri d'acqua al giorno si ha un effetto diuretico. Questo vale anche per l'acqua d'acquedotto che sgorga dal rubinetto. A dover bere più del necessario è solo chi soffre di patologie particolari. Per un individuo sano è sufficiente bere 2 litri al giorno salvo condizioni ambientali avverse. Bere più di questa quantità è praticamente inutile poiché l'acqua in eccesso viene espulsa dai reni. Un'assunzione eccessiva di acqua in breve tempo può essere pericolosa per persone fortemente disidratate, mentre per una in condizioni normali la soglia di pericolosità (svariati litri in breve tempo) è praticamente impossibile da raggiungere per via orale.
Inoltre si consiglia di osservare attentamente nell'etichetta presente nelle bottiglie la voce relativa al bicarbonato (HCO−3), tanto più alto è questo valore tanto più effetti diuretici può avere l'acqua, anche se chi soffre di gastrite o acidità di stomaco può trarre benessere.

### Proprietà in base alla composizione salina
Le acque bicarbonate hanno una buona azione diuretica e sono efficaci nella cistite cronica, sono indicate nell'insufficienza epatica, inoltre favoriscono la digestione.
Le acque solfate esercitano sullo stomaco un'azione più equilibrata e meno stimolante di quelle carbonate, rilassano la muscolatura epato-biliare, e sono lievemente lassative. Le acque clorurate favoriscono l'equilibrio delle funzioni intestinali, biliari e del fegato. Le acque magnesiache svolgono un'azione lassativa e preventiva nell'arteriosclerosi. Le acque fluorate sono consigliate per la prevenzione della carie e nei casi di osteoporosi. Le acque ferrose sono indicate ai sofferenti di anemia.

## Il mercato dell'acqua minerale

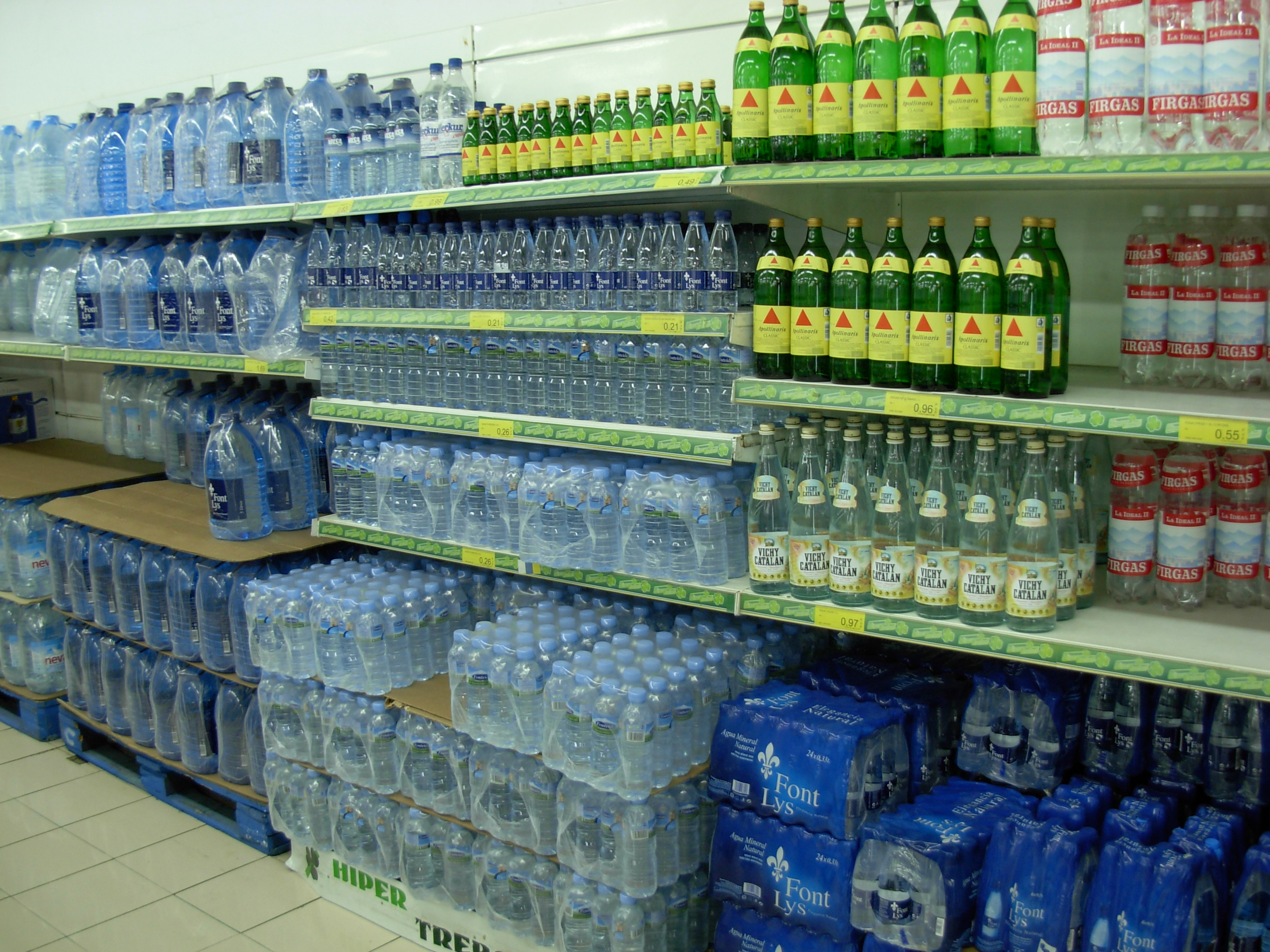
Bottiglie di acqua minerale in vendita

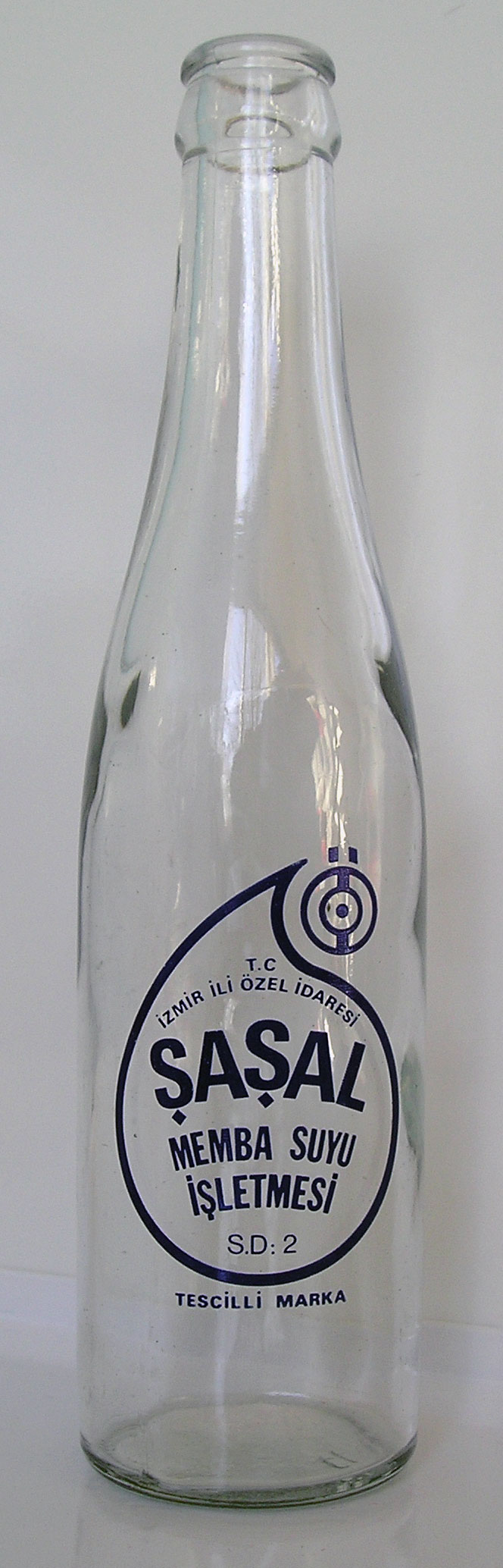
Bottiglia di acqua minerale turca

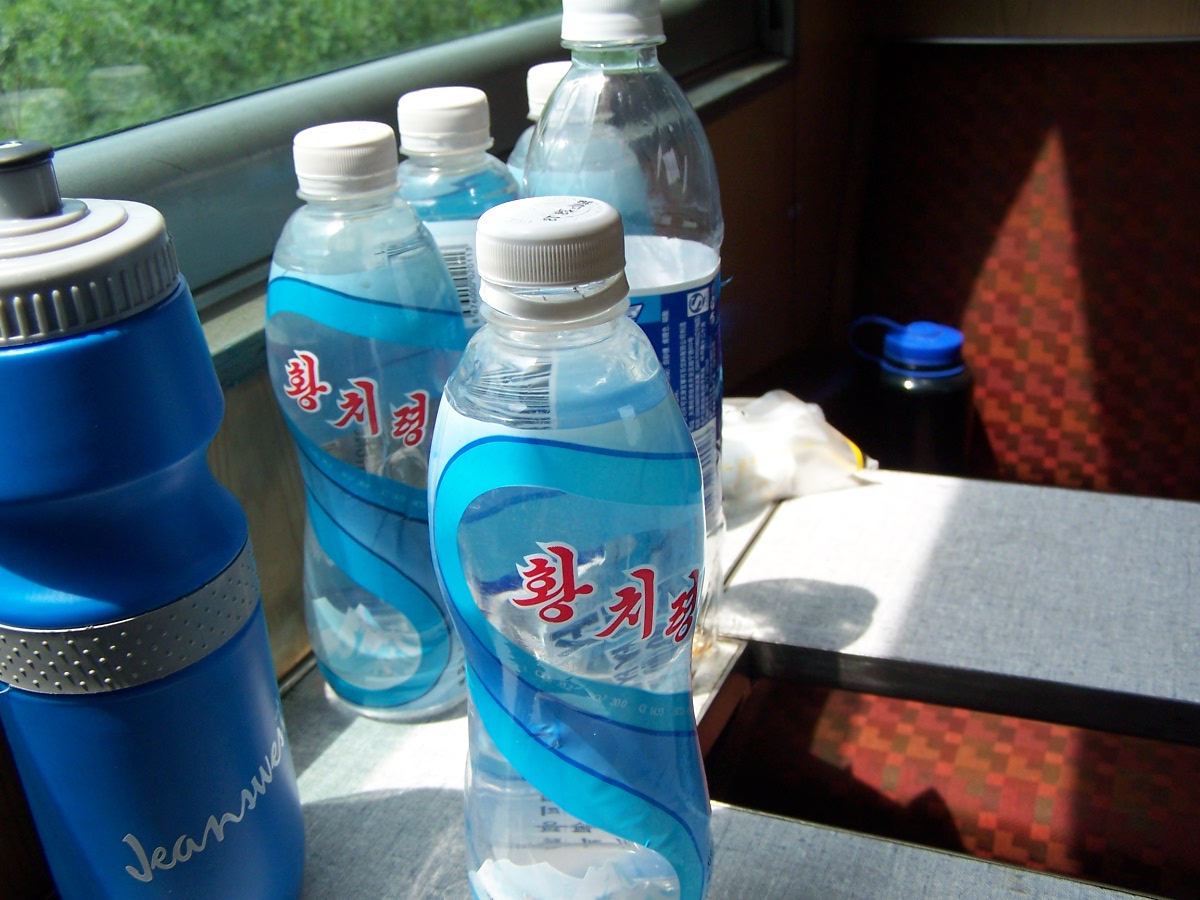
Acqua minerale nordcoreana

Il mercato dell'acqua minerale è l'esempio trattato nel modello dell'oligopolio di Cournot. Si tratta di un mercato a costo variabile marginale, pari a quello della sola bottiglia.
La principale voce di costo nel prezzo dell'acqua è quello del trasporto, e come nel caso degli acquedotti, anche per quelle minerali ha poco senso dal punto di vista logistico il trasporto a centinaia di chilometri, se non in altre nazioni. Le acque meno costose sono quindi quelle imbottigliate a livello locale.